# 추급권
추급권(追及權, 프랑스어: droit de suite ‘따라가는 권리’) 또는 미술품 재판매 보상청구권(artist's resale right)는 이미 팔린 미술품이 다른 사람에게 팔릴 때에도 이에 대한 보상을 받을 수 있는 원작자의 권리를 말한다.
유럽 연합에서는 2001/84/EC 지침을 통해 소속 국가마다 일정한 추급권을 보장하고 있다.